# Scyphostroma mirum
Scyphostroma mirum är en svampart som beskrevs av Karl Starbäck 1899. Scyphostroma mirum ingår i släktet Scyphostroma, divisionen sporsäcksvampar och riket svampar.   Inga underarter finns listade i Catalogue of Life.